# Rio Dorneşti
O Rio Dorneşti é um rio da Romênia, afluente do Bistriţa, localizado no distrito de Neamţ.